# البری، آکسفوردشر
البری (به انگلیسی: Albury) یک روستا در بریتانیا است که در تدینگتون با البری واقع شده‌است.